# Budaors Clay Court Championships 2001
Il Budaors Clay Court Championships 2001 è stato un torneo di tennis facente parte della categoria ATP Challenger Series nell'ambito dell'ATP Challenger Series 2001. Il torneo si è giocato a Budaörs in Ungheria dal 23 al 29 luglio 2001 su campi in terra rossa.

## Vincitori

### Singolare
Juan Ignacio Chela ha battuto in finale  Werner Eschauer con il punteggio di 7–5, 6–1

### Doppio
Petr Dezort /  Radomír Vašek hanno battuto in finale  Sergio Roitman /  Andrés Schneiter con il punteggio di 6–3, 5–7, 7–6(6)